# Jan Hendrik Stuffken
Jan Hendrik Stuffken (Amsterdam, 14 mei 1801 – Arnhem, 10 mei 1881) was een Nederlands theoloog en filosoof. Hij was als hoogleraar verbonden aan de Universiteit Leiden.

## Biografie
Jan Hendrik Stuffken werd geboren op 14 mei 1801 in Amsterdam als zoon van de bakker Rutger Stuffken en Dirkje van Hulshergen. In eerste instantie was hij niet bestemd voor een academische carrière maar tijdens zijn jeugd bestudeerde hij zelfstandig de klassieke talen. De predikant Kortenhoef Smith - die een vriend van de familie was - merkte dat Stuffken leergierig was en op basis van zijn advies ingeschreven bij het gymnasium. Vervolgens werd hij ingeschreven als student godgeleerdheid aan het Athenaeum Illustre te Amsterdam. Nadat hij zijn opleiding aldaar voltooid had begon hij in 1822 aan een studie aan de Universiteit Leiden en in 1828 promoveerde hij bij Johann Clarisse op een verhandeling over Theodosius I en diens verdiensten voor het christendom. Datzelfde jaar werd hij predikant in Haaften.
Hij deed in 1840 met een verhandeling over de kerkelijke overlevering meer aan een prijsvraag van Teylers Eerste Genootschap en werd daarvoor bekroond. De theoloog Henricus Egbertus Vinke uitte kritiek op deze verhandeling waarna Stuffken in 1844 met het werk het gezag der apostelen volgens de eerste christenleraars een reactie gaf. In 1845 werd hij benoemd tot hoogleraar Logica, Metaphysica en Geschiedenis van de Wijsbegeerte aan de Universiteit Leiden. Zijn oratie over het doel van de filosofische studie hield hij het jaar erop. Direct aan het begin van zijn hoogleraarschap kwam hij in de schaduw te staan van de Utrechtse hoogleraar Cornelis Willem Opzoomer die toen hij drie maanden na Stuffken oreerde alle aandacht opeiste. Zijn colleges waren moeizaam en daarbovenop was hij bijziend. Dit zorgde ervoor dat hij met de studenten eigenlijk geen contact had. Gedurende het collegejaar 1858-1859 vervulde hij de functie van rector magnificus. Zijn rectorale rede ging over ervaring als bron van kennis.
In 1871 ging hij met emeritaat. Hij overleed op 10 mei 1881 te Arnhem.